# Anurophorus sensibilis
Anurophorus sensibilis är en urinsektsart som beskrevs av Potapov 1997. Anurophorus sensibilis ingår i släktet Anurophorus och familjen Isotomidae. Inga underarter finns listade i Catalogue of Life.